# يغوارد
يغوارد (بالإنجليزية: Yeghvard)‏ هي مدينة تقع في أرمينيا في محافظة كوتايك. يقدر عدد سكانها بـ 12,200 نسمة ومساحتها 7 كم2 .